# Anna Hellman
Anna Carola Hellman (ur. 29 listopada 1978 w Hudiksvall) – szwedzka snowboardzistka, brązowa medalistka mistrzostw świata i mistrzyni świata juniorek.

## Kariera
W zawodach Pucharu Świata zadebiutowała 2 lutego 1997 roku w Mont-Sainte-Anne, zajmując szóste miejsce w halfpipe’ie. Tym samym już w swoim debiucie wywalczyła pierwsze pucharowe punkty. Pierwszy raz na podium zawodów tego cyklu stanęła 16 stycznia 1998 roku w Innichen, wygrywając rywalizację w tej samej konkurencji. W zawodach tych wyprzedziła Niemkę Sabine Wehr-Hasler i Kanadyjkę Maëlle Ricker. Łącznie 13 razy stawała na podium zawodów PŚ, odnosząc przy tym trzy zwycięstwa: 16 stycznia 1998 roku w Innichen, 19 grudnia 1999 roku w Mont-Sainte-Anne oraz 22 stycznia  2000 roku w Grächen była najlepsza w halfpipe’ie. Najlepsze wyniki osiągnęła w sezonie 1997/1998, kiedy to zajęła 16. miejsce w klasyfikacji generalnej. Ponadto w sezonie 1998/1999 była trzecia w klasyfikacji halfpipe’a.
Jej największym sukcesem jest brązowy medal w halfpipe’ie zdobyty na mistrzostwach świata w Berchtesgaden w 1999 roku. Lepsze były tam tylko Kim Stacey z USA i Francuzka Doriane Vidal. Był to jej jedyny medal wywalczony na międzynarodowej imprezie tej tangi. Była też między innymi dwunasta podczas mistrzostw świata w Madonna di Campiglio w 2001 roku. Startowała w halfpipe’ie na igrzyskach olimpijskich w Nagano w 1998 roku i rozgrywanych cztery lata później igrzyskach w Salt Lake City, w obu przypadkach zajmując 23. miejsce. Zdobyła też złoty medal podczas mistrzostw świata juniorów w Corno alle Scale w 1997 roku.
W 2005 r. zakończyła karierę.

## Osiągnięcia

### Igrzyska olimpijskie
| Miejsce | Dzień     | Rok  | Miejscowość    | Konkurencja | Zwyciężczyni |
| ------- | --------- | ---- | -------------- | ----------- | ------------ |
| 23.     | 12 lutego | 1998 | Nagano         | Halfpipe    | Nicola Thost |
| 23.     | 10 lutego | 2002 | Salt Lake City | Halfpipe    | Kelly Clark  |

### Mistrzostwa świata
| Miejsce | Dzień       | Rok  | Miejscowość          | Konkurencja | Zwyciężczyni  |
| ------- | ----------- | ---- | -------------------- | ----------- | ------------- |
| 2.      | 16 stycznia | 1999 | Berchtesgaden        | Halfpipe    | Kim Stacey    |
| 12.     | 27 stycznia | 2001 | Madonna di Campiglio | Halfpipe    | Doriane Vidal |
| 22.     | 16 stycznia | 2003 | Kreischberg          | Halfpipe    | Doriane Vidal |

### Puchar Świata

#### Miejsca w klasyfikacji generalnej
- sezon 1996/1997: 44
- sezon 1997/1998: 16
- sezon 1998/1999: 21
- sezon 1999/2000: 18
- sezon 2000/2001: 34
- sezon 2001/2002: -
- sezon 2002/2003: -
- sezon 2003/2004: -
- sezon 2004/2005: -

#### Miejsca na podium
1. Innichen – 16 stycznia 1998 (halfpipe) - 1. miejsce
2. Morzine – 4 marca 1998 (halfpipe) - 3. miejsce
3. Tandådalen – 23 listopada 1998 (halfpipe) - 2. miejsce
4. Asahikawa – 14 lutego 1999 (halfpipe) - 3. miejsce
5. Tignes – 28 listopada 1999 (halfpipe) - 3. miejsce
6. Mont-Sainte-Anne – 19 grudnia 1999 (halfpipe) - 1. miejsce
7. Berchtesgaden – 15 stycznia 2000 (halfpipe) - 3. miejsce
8. Grächen – 22 stycznia 2000 (halfpipe) - 1. miejsce
9. Tandådalen – 29 stycznia 2000 (halfpipe) - 2. miejsce
10. Sapporo – 19 lutego 2000 (halfpipe) - 3. miejsce
11. Shiga Kōgen – 27 lutego 2000 (halfpipe) - 3. miejsce
12. Ruka – 16 marca 2001 (halfpipe) - 3. miejsce
13. Livigno – 18 marca 2000 (halfpipe) - 3. miejsce

- W sumie 3 zwycięstw, 2 drugie i 8 trzecich miejsc.